# Alfredo Reinado
Alfredo Alves Reinado (11 de noviembre de 1968-Dili, Timor Oriental; 11 de febrero de 2008) fue un militar y rebelde timorense, exmayor de las fuerzas militares de Timor Oriental. Reinado desertó el 4 de mayo de 2006 para unirse a un grupo de 600 soldados rebeldes que habían sido expulsados en marzo de 2006 por alegar supuesta discriminación en las promociones de rangos, lo cual originó una crisis nacional. Reinado fue el líder desertor de mayor rango.
Reinado ocupó varios cargos en las fuerzas armadas de Timor Oriental y recibió entrenamiento en las fuerzas armadas de Australia, Portugal y Brasil. Fue un miembro de la resistencia durante los años de la ocupación indonesia de Timor Oriental.
Alfredo Reinado murió el 11 de febrero de 2008 después de un fallido intento de golpe de Estado durante el ataque a la residencia del presidente de Timor Oriental José Ramos-Horta.
- Datos: Q529549